# Петир Прінц
Петир Прінц (латис. Pēteris Princis, лів. Pētõr Princ; 20 березня 1831, Мікельторніс — 20 червня 1889, Вентспілс) — лівський мовознавець, перекладач, поет, і громадський діяч.

## Біографія
Син Яніса Принциса. Писав на релігійну тематику лівською мовою. Працював разом з батьком. У 1863 переклав і видав лівською мовою Євангеліє від Матвія, одну з перших трьох книг виданих лівською мовою. Працював вчителем. Похований на Цірпстенському цвинтарі у Вентспілсі.